# Blasfemia (album)
Blasfemia – album muzyczny wydany w 1992 roku przez punkrockowy zespół Dezerter.
Materiał nagrano w Studio Izabelin. Realizacja Andrzej Puczyński. Reedycja Metal Mind Productions z 2002 zawiera dodatkowo teledysk „Pierwszy raz”.

## Utwory
| Nr  | Tytuł utworu                     | Długość |
| --- | -------------------------------- | ------- |
| 1.  | „W zakamarkach”                  | 4:03    |
| 2.  | „Zdrada”                         | 4:48    |
| 3.  | „Jeszcze nie zapomniałem”        | 3:07    |
| 4.  | „Pierwszy raz”                   | 4:13    |
| 5.  | „Zakołysanie”                    | 5:13    |
| 6.  | „Masz wolność – więc płać”       | 3:44    |
| 7.  | „Kradniesz mój czas”             | 3:39    |
| 8.  | „Przemoc rodzi przemoc”          | 4:14    |
| 9.  | „Zabijemy cię”                   | 3:44    |
| 10. | „Leżąc (albo dylemat dyletanta)” | 8:00    |
|     |                                  | 44:45   |

## Skład
- Robert Matera – śpiew, gitara
- Krzysztof Grabowski – perkusja
- Paweł Piotrowski – gitara basowa

## Wydania
Źródło:.
- LP – QQRYQ Productions; QQP 035 (1992)
- CD – Izabelin Studio; CD 00092 (1992)
- CD – VISA; FR 012 (1993)
- CD – Metal Mind Productions; MMP CD 0160 (2002)
- DG CD – Mystic Production; MYSTCD 223 (2012)
- LP – Pasażer; LP 28 (2013)